# Colletes metzi
Colletes metzi är en biart som beskrevs av Timberlake 1951. Colletes metzi ingår i släktet sidenbin, och familjen korttungebin. Inga underarter finns listade i Catalogue of Life.